# Raffaele Conforti
Pour les articles homonymes, voir Conforti.
Raffaele Conforti (né le 4 octobre 1804 à Calvanico, en Campanie et mort le 3 août 1880  à Caserte) est un patriote et un homme politique italien.

## Biographie
Il a été député de la VIIe législature du royaume de Sardaigne et de la VIIIe législature du royaume d'Italie.
Il a été ministre de la Justice et de la Grâce du royaume d'Italie sous le gouvernement Rattazzi I entre le 7 avril 1862 et le 8 décembre 1862 puis sous le gouvernement Cairoli I entre le 24 mars 1878 et le 19 décembre 1878.

### Crédit d'auteurs
- (it) Cet article est partiellement ou en totalité issu de l’article de Wikipédia en italien intitulé « Raffaele Conforti » (voir la liste des auteurs).